# Édition numérique professionnelle
L'édition numérique professionnelle désigne un segment de marché spécialisé dans l'édition numérique destinée aux organisations.

## Modèles économiques
Il existe de nombreux modèles économiques dans le domaine de l'édition numérique professionnelle.

### Publicité
Le chiffre d'affaires de l'entreprise est principalement réalisé par la facturation des encarts publicitaires ou la vente de ses fichiers d'abonnés à des annonceurs ; l'entreprise diffuse ses publications gratuitement ou pour un coût modique.

### Abonnements
Le chiffre d'affaires de l'entreprise est principalement réalisé par les revenus tirés des abonnements à ses publications. À titre accessoire, l'entreprise tire des revenus de la facturation des encarts publicitaires ou de la commercialisation de fichiers.
L'élasticité-prix des entreprises étant plus faible que celle des particuliers, ce modèle est plus rentable que l'édition traditionnelle[réf. souhaitée].

### Freemium
Association d’une offre gratuite, en libre accès et d’une offre « Premium », haut de gamme, en accès payant. Ce modèle est souvent développé en complément d’un modèle publicitaire, jugé aujourd’hui trop fragile pour assurer la pérennité des services, associé à des analyses marketing « data driven » très poussées. Les données sont au centre de la construction de l’offre et des services pour enrichir l’expérience utilisateur, analyser les performances et surtout optimiser les parcours de transformation afin de susciter l’instant propice où l’utilisateur de contenus gratuits bascule vers le payant. Les gens qui payent ont accès à plus d'informations. De plus, ils peuvent avoir accès à des informations mises à jour quotidiennement, contrairement à ceux qui ne payent pas.

### API
La diffusion des contenus via des API (interface de programmation)  est un modèle qui se développe dans l'édition professionnelle. Ce modèle permet aux producteurs de construire des offres de services différenciées, avec des tarifications qui peuvent être graduées selon la valeur ajoutée apportée aux données, la complexité de l’API et de son intégration dans le flux de travaux des utilisateurs, la spécialisation des usages, etc. Certaines API sont gratuites,  d’autres sont payantes, suivant des modèles variés : volume des données, volume des transactions, nombre de sollicitations, affiliation, syndication de contenu, etc.

### Stratégies de plateforme
Dans ce modèle, les acteurs/utilisateurs ont accès librement à une plateforme proposant des contenus réutilisables ou des services. Espaces ouverts d’échanges collaboratifs, ces plateformes permettent de créer des écosystèmes innovants, basés sur la puissance de création de la multitude, dont bénéficie directement le créateur de la plateforme.

## Spécialités
Voici une liste des acteurs principaux de l'édition numérique professionnelle par secteur dans le monde [réf. nécessaire]:

### Information juridique et fiscale
Les principaux acteurs de l’information juridique et fiscale sont Informa, Reed Elsevier, Wolters Kluwer, Thomson Reuters et les éditions Lefebvre Sarrut (Francis Lefebvre/ Dalloz/ Éditions Legislatives).

### Information financière
Les principaux acteurs de l’information financière sont Bloomberg LP et Thomson Reuters.

### Information scientifique et médicale
Les principaux acteurs de l’information scientifique et médicale sont Elsevier, Springer Verlag, Wolters Kluwer et John Wiley & Sons.

### Information de solvabilité des entreprises
Les principaux acteurs de la solvabilité des entreprises sont Altares - Dun & Bradstreet, Banque de France (Fichier bancaire des entreprises), Creditsafe, Bureau van Dijk Electronic Publishing, Ellisphere, Experian, Scores & Décisions et SIX Telekurs.

### Information marketing
Le principal acteur de l’information marketing est Nielsen. Ce panel existe depuis plus de cinquante ans et il vise à cueillir « de l'information sur les achats des consommateurs », ce qui aide grandement « le processus décisionnel des marques et des détaillants ainsi que les activités de recherche des fabricants et des détaillants»

## Association des professionnels du secteur
En France, l'association des acteurs publics et privés de l’information numérique professionnelle le Groupement français de l’industrie de l’information regroupe une centaine d’organisations professionnelles adhérentes. Depuis 2013, l'association  organise le Forum du gf2i qui réunit l'ensemble des acteurs de l'information professionnelle autour des enjeux du secteur (successeur du salon i-expo, que le gf2i co-organisait jusqu'en 2012).
Au Québec, il s'agit de l'Association Nationale des Éditeurs de Livres (ANEL) qui veut assurer le soutien de « la croissance de l’industrie de l’édition et d’assurer le rayonnement du livre québécois et canadien français à l’échelle nationale et internationale » . Le site web de l'ANEL comporte l'Entrepôt numérique, regroupant « la plus grande production de livres numériques » du Québec et du Canada français.
Au Canada, l'Association canadienne des éditeurs regroupe les éditeurs de langue anglaise.  L'Association s'occupe du développement et du maintien de l'édition anglophone. En 2009, « eBOUND Canada » est créé par l'association. Ce regroupement permet l'avancement de l'édition numérique. L'organisation « eBOUND Canada » propose quelques services dans le but d'accompagner ces membres dans le processus d'édition numérique.